# 中山村 (鳥取県)
中山村（なかやまそん）は、鳥取県東伯郡にあった村。現在の西伯郡大山町の一部にあたる。

## 地理
甲川、下市川の流域に位置していた。
- 海洋：日本海[2]

## 歴史
- 1889年（明治22年）10月1日、町村制の施行により、八橋郡下中山村、上中山村が発足[3]。
- 1896年（明治29年）4月1日、郡の統合により上記2村は東伯郡に所属[4]。
- 1955年（昭和30年）4月1日、上記2村が合併し中山村を新設[1][2]。合併旧村の大字を継承し、潮音寺、栄田、田中、御崎、赤坂、下甲、羽田井、束積、八重、樋口、石井垣、退休寺の12大字を編成[2]。
- 1957年（昭和32年）3月31日、西伯郡逢坂村と合併し、町制施行し西伯郡中山町を新設して廃止された[1][2]。合併後、中山町大字潮音寺・栄田・田中・御崎・赤坂・下甲・羽田井・束積・八重・樋口・石井垣・退休寺となる[2]。

## 産業
- 農業[2]、漁業[5]

## 交通

### 鉄道
山陰本線・中山口駅

### 港湾
- 御崎漁港[7]